# سيراس ماكميلان
سيراس ماكميلان هو مؤرخ وسياسي كندي، ولد في 12 سبتمبر 1882 في Wood Islands, Prince Edward Island ‏ في كندا، وتوفي في 29 يونيو 1953. نشط حزبياً في الحزب الليبرالي الكندي. وقد انتخب عضو مجلس العموم الكندي.